# Плахо-Петрівка
Пла́хо-Петрі́вка — село в Україні, у Білокуракинській селищній громаді Сватівського району Луганської області. Населення становить 299 осіб. Площа села становить 371,6 га.

## Історія
Під час Голодомору 1932—1933 років за архівними даними на території тогочасної Плахо-Петрівської сільської ради загинуло 126 осіб.
У роки німецько-радянської війни село було окуповане німецько-італійськими військами з липня 1942 по січень 1943 року. Під час Острогозько-Россошанської наступальної операції частинам Південно-Західного фронту Червоної армії була поставлена задача вийти 18 січня 1943 року на лінію Шахове — Нагольна — Дем'янівка — Грицаївка — Гайдуківка. 25 січня 1943 року бійці 172 стрілецької дивізії вийшли на рубіж Плахо-Петрівка — Маньківка.

## Населення
Населення села становить 263 особи в 106 дворах.

## Вулиці
У селі існують вулиці: Матросівська, Трухманська, Центральна.

## Економіка
На розпайованих землях колишнього колгоспу утворено СТОВ «Ранок» під головуванням Лавренка Володимира Григоровича.

## Транспорт
Село лежить за 36 км від районного центру і за 23 км від залізничної станції Катран на лінії Валуйки — Кіндрашівська-Нова.

## Пам'ятники
9 травня 1957 року в селі Плахо-Петрівка в пам'ять про загиблих на війні односельців встановлено пам'ятник Невідомому солдату.

## Відомі люди
- Шишак Валерій Казімірович (1960—2018) — молодший лейтенант Збройних сил України, учасник російсько-української війни, лицар ордена Богдана Хмельницького III ступеня (посмертно).